# Jaime Lavados
Jaime Luis Lavados Montes (Talca, 13 de febrero de 1937-Santiago, 8 de octubre de 2016) fue un médico, neurólogo y académico chileno. Fue el primer rector elegido de la Universidad de Chile tras el retorno a la democracia, .

## Carrera profesional
En 1960, tras recibir su título de médico cirujano en la Universidad de Chile, decidió especializarse en neurología.
Ha ocupado los cargos de director de la Unidad de Neuropsicología del Hospital del Salvador, presidente de la Sociedad Iberoamericana de Neurología, director Ejecutivo de Conicyt, presidente de la Corporación de Promoción Universitaria, embajador de Chile ante la Unesco y consultor en desarrollo científico y académico de Naciones Unidas, del Banco Interamericano de Desarrollo y de la Organización de Estados Americanos.

## Carrera académica
Comenzó su carrera académica como ayudante de la cátedra de fisiopatología en 1957, y luego fue nombrado profesor titular de neurología en la Facultad de Medicina de su alma mater, donde llegó a ser miembro del Consejo Superior, director del Servicio de Desarrollo Científico y Tecnológico, secretario general y director del Departamento de Ciencias Neurológicas y vicedecano del Campus Oriente.
Fue elegido rector de la Universidad de Chile en 1990, siendo el primero en acceder al cargo por decisión del claustro desde Edgardo Boeninger (1968-1973), cuyo mandado fue interrumpido por la dictadura militar, que desde 1973 designó a los rectores de las universidades chilenas.
Dentro de sus publicaciones se cuentan ocho libros sobre biomedicina y neurología, seis textos de política científica y educación superior y numerosos artículos publicados en revistas nacionales e internacionales.

## Reconocimientos
- Premio Jorge Millas, entregado por la Universidad Austral de Chile el 13 de octubre de 2008 en el Salón Jorge Millas de dicha casa de estudios.[3]
- Medalla Juan Gómez Millas, entregado por la Universidad de Chile el 8 de enero de 2009, en una ceremonia encabezada por el entonces rector Víctor Pérez.[4]
- Premio Congreso Mundial de Neurología, entregado por la Sociedad de Neurología, Psiquiatría y Neurocirugía en 2015.[1]
- Comendador de la Orden de la Cruz del Sur ( Brasil, 1993).